# Ingeborrarpsgården
Ingeborrarpsgården ingår i Ingeborrarps friluftsmuseum i Eket, Örkelljunga kommun. Gården ligger på sin ursprungliga plats i det som en gång var Ingeborrarps by. Byn har medeltida anor  och omtalas i Lunds landebog från 1570 som Ingebørup vilket tolkats som Ingebjörns torp.

## Byggnaderna
Gården, som tidigare var fyrlängad, består i dag av tre längor varav den södra utgörs av boningshuset. Denna mangårdsbyggnad är från tidigt 1700-tal. Hustypen är så kallad sydgötisk, det vill säga indelad i tre sammanbyggda husdelar med stugan i mitten med ett härbärgshus på ömse sidor. Dock saknar dessa härbärgen de påbyggnader som är vanlig för hustypen. Stugan är knuttimrad medan härbärgena är uppförda i skiftesverksteknik. Byggnaden fick under första hälften av 1900-talet en täckande, exteriör brädklädsel. Inne i byggnaden visas äldre möbler och andra äldre inredningsdetaljer från bygden
Den västra längan är logen, uppförd i skiftesverk med jordgolv. När den blivande professorn i etnologi Nils-Arvid Bringeus cyklade förbi gården 1950 noterade han att logen höll på att rivas. Han slog larm och hembygdföreningen lyckades få överta arrendet och på så sätt rädda gården i sin helhet. I logbyggnaden finns bland annat en specialutställning om torvtäkt och torvberedning. Torven var ett viktigt bränsle förr i tiden.
Den norra längan är uppförd i korsvirke med stengavlar. Här fanns gårdens stall. Byggnaden är från 1860-1870-talen. 
Strax söder om själva gården finns en backstuga. Ursprungsstugan var från mitten av 1800-talet men brann ner 1955 varefter man återuppförde huset. Backstugan är av den större typen där endast den norra långsidan går in i backen.
I Ingeborrarps friluftsmuseum ingår förutom den äldre gården och backstugan också ett trämuseum, ett järnmuseum, Rya medeltida kyrkoruin samt ett välbevarat kulturlandskap med bevarade stengärden.

## Historik
Ingeborrarpsgården var tidigare ett arrendeboställe under Bjersgårds gods. Den var bebodd fram till 1950-talet. Därefter övertog Örkelljunga hembygdsförening 1954 arrendet av själva boningshuset. Ett omfattande restaureringsarbete igångsattes. Bland annat uppfördes en ny timmervägg på husets sydsida, tapeter togs ned och det så kallade ”sticketaket” (spåntaket) ersattes med halmtak. Senare övertogs även arrendet av stallbyggnaden samt tillhörande åker- och ängsmark. Örkelljunga kommun inköpte 1980 gården och året därefter förklarades gården som byggnadsminne.

## Galleri

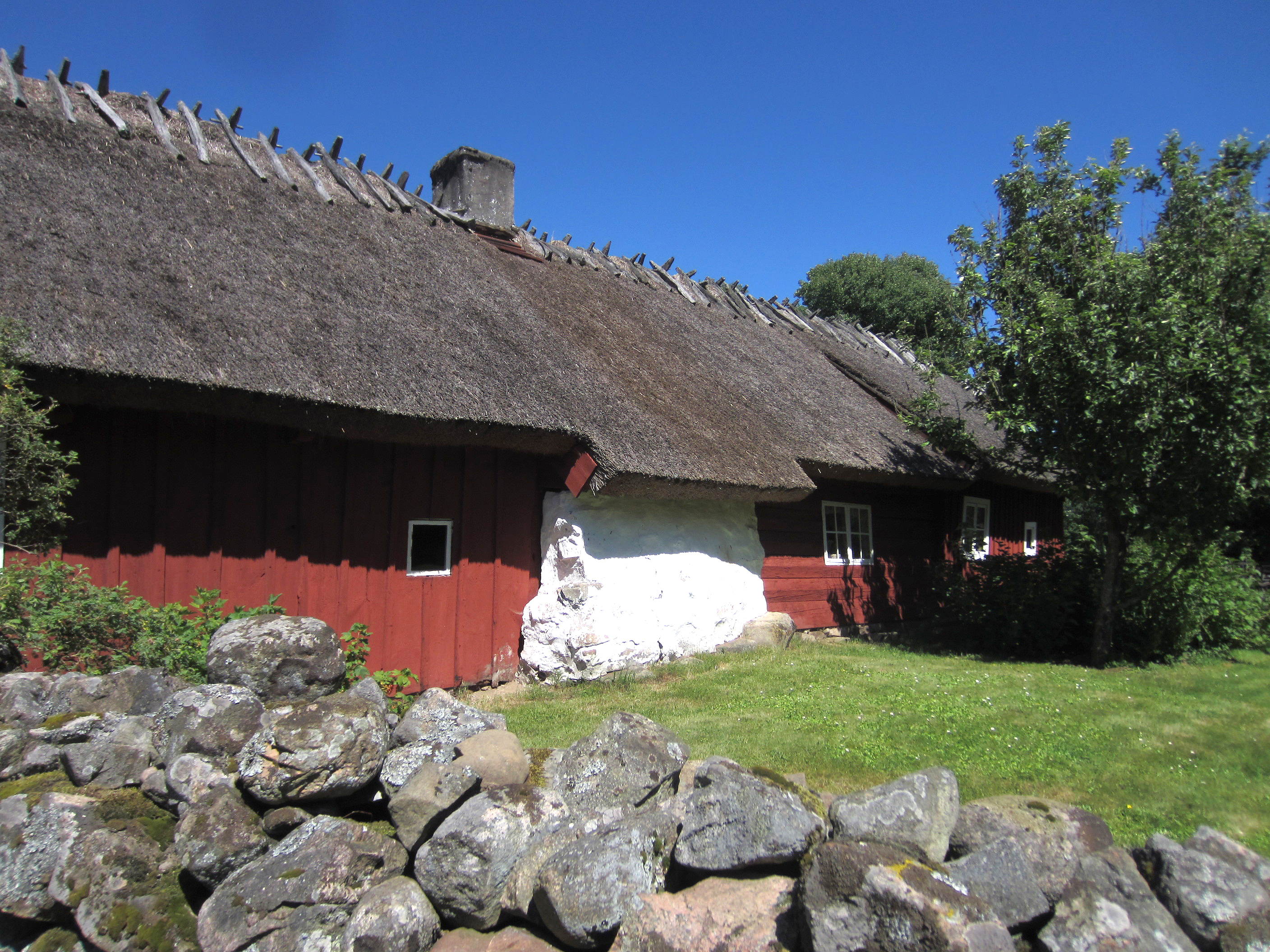
Mangårdsbyggnaden i Ingeborrarpsgården.
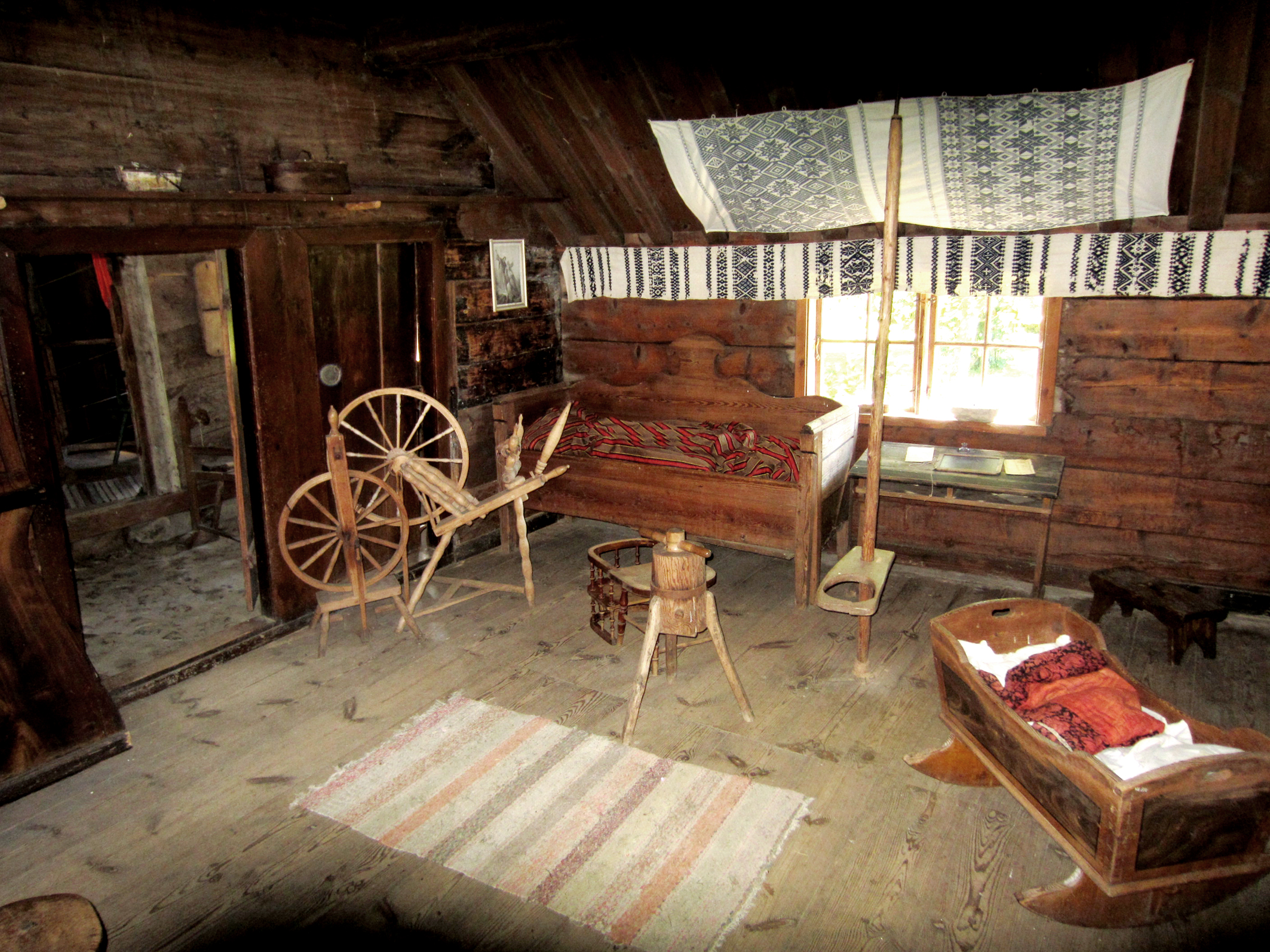
Interiör från stugan.
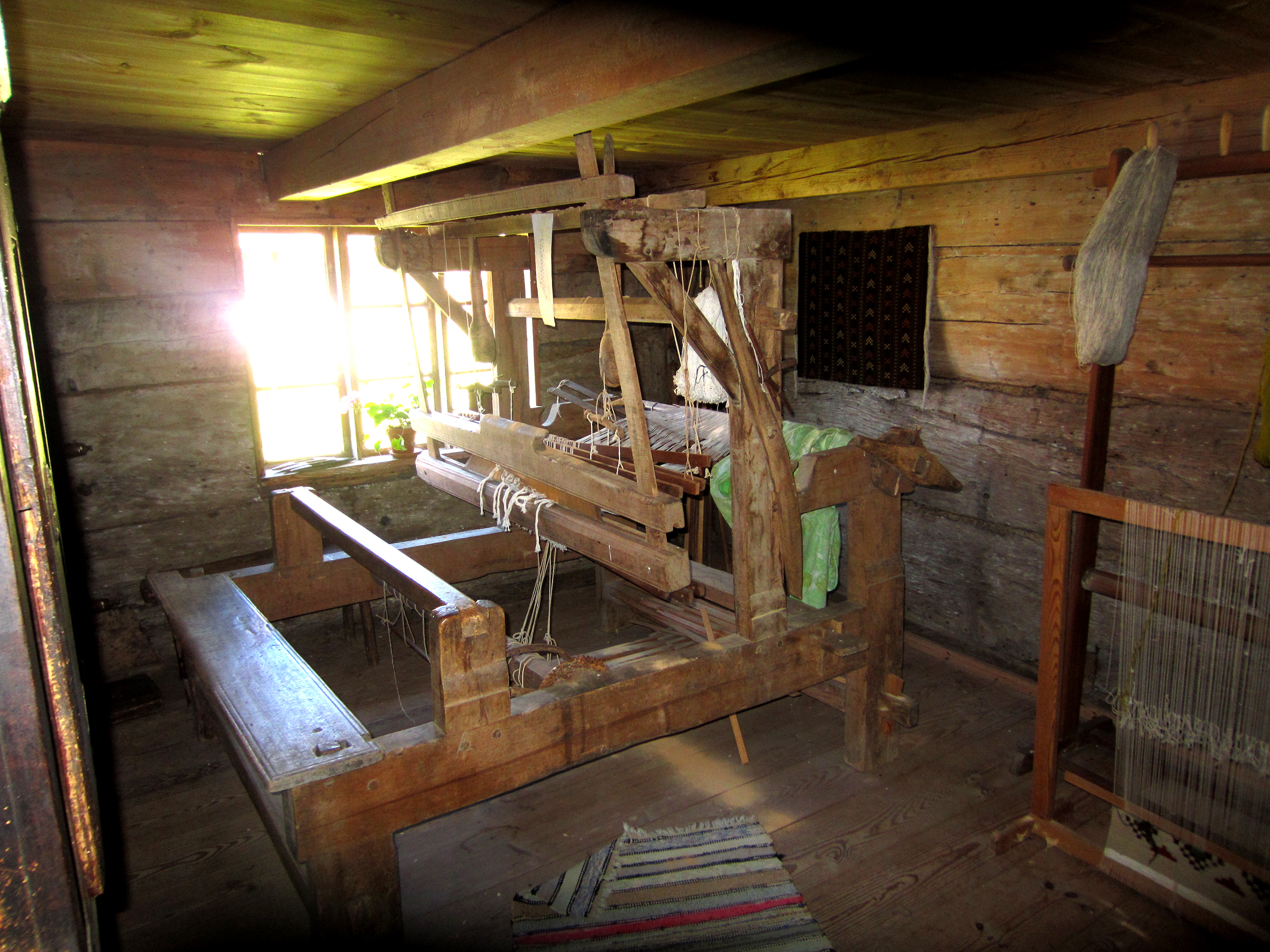
Interiör.
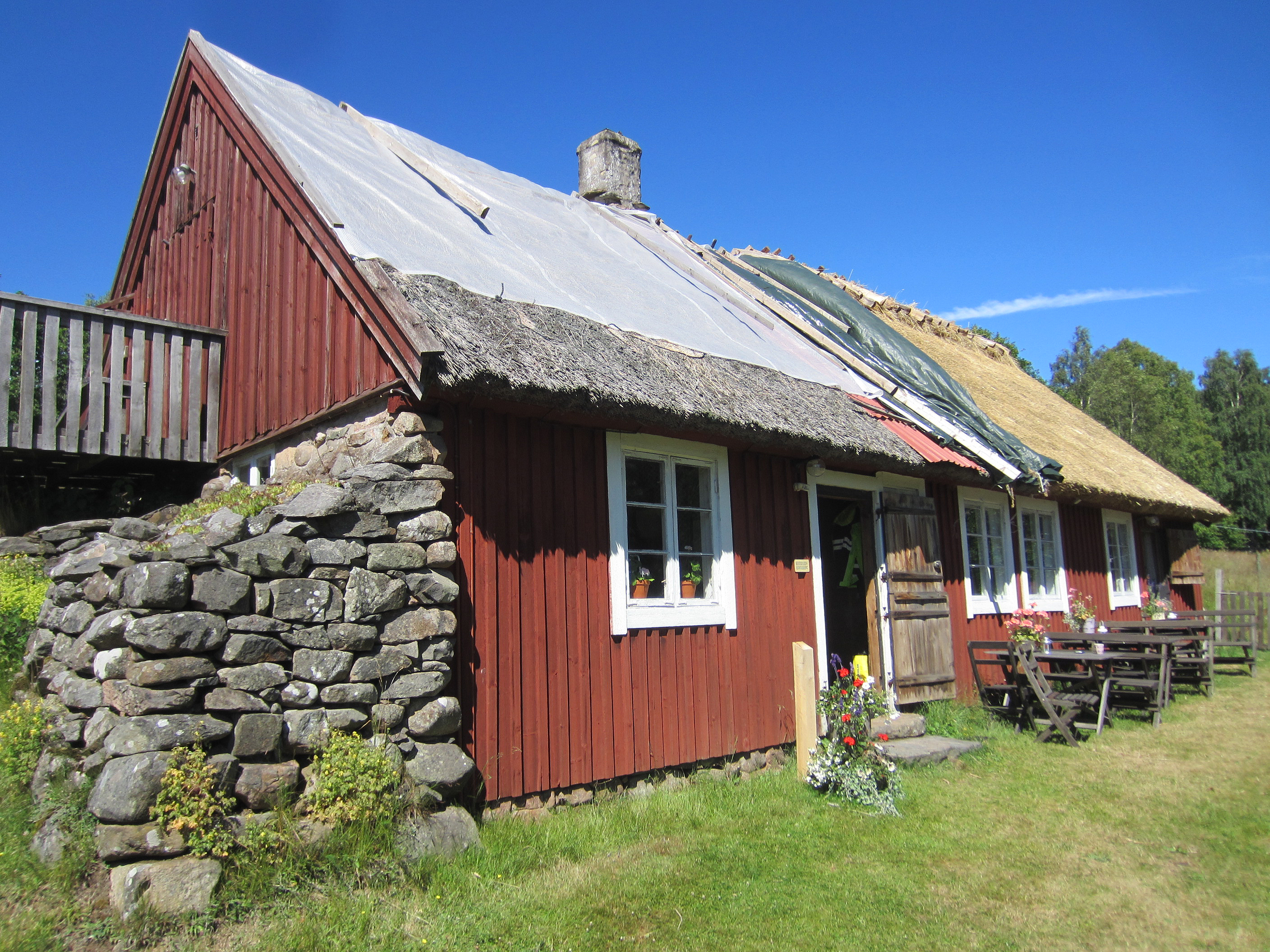
Backstugan i Ingeborrarpsgården.